# Équipe de Nouvelle-Galles du Sud de rugby à XIII
L'équipe de Nouvelle-Galles du Sud de rugby à XIII est l'équipe qui représente l'État australien du Nouvelle-Galles du Sud lors des compétitions de rugby à XIII depuis 1908. Elle est aussi connue sous le nom de Blues (Bleus en français), en référence à la couleur de leur maillot. Aujourd'hui, cette sélection joue exclusivement une série annuelle de trois matchs, appelée State of Origin, contre le Queensland.

## Temple de la renommée
Voici la liste des joueurs intégrés au temple de la renommée de la Nouvelle-Galles du Sud :
- Dally Messenger
- Clive Churchill
- Bob Fulton
- Reg Gasnier
- Johnny Raper
- Graeme Langlands
- Arthur Beetson
- Andrew Johns
- Bradley Clyde
- Ron Coote
- Laurie Daley
- Brad Fittler
- Bob McCarthy (en)
- Norm Provan

### Capitaines
| Année | Match 1        | Match 2        | Match 3        |
| ----- | -------------- | -------------- | -------------- |
| 1980  | Tom Raudonikis |                |                |
| 1981  | Steve Rogers   |                |                |
| 1982  | Max Krilich    | Max Krilich    | Max Krilich    |
| 1983  | Max Krilich    | Ray Price      | Max Krilich    |
| 1984  | Ray Price      | Ray Price      | Steve Mortimer |
| 1985  | Steve Mortimer | Steve Mortimer | Wayne Pearce   |
| 1986  | Wayne Pearce   | Wayne Pearce   | Wayne Pearce   |
| 1987  | Wayne Pearce   | Wayne Pearce   | Wayne Pearce   |
| 1988  | Wayne Pearce   | Wayne Pearce   | Wayne Pearce   |
| 1989  | Gavin Miller   | Gavin Miller   | Gavin Miller   |
| 1990  | Benny Elias    | Benny Elias    | Benny Elias    |
| 1991  | Benny Elias    | Benny Elias    | Benny Elias    |
| 1992  | Laurie Daley   | Laurie Daley   | Laurie Daley   |
| 1993  | Laurie Daley   | Laurie Daley   | Laurie Daley   |
| 1994  | Laurie Daley   | Laurie Daley   | Laurie Daley   |
| 1995  | Brad Fittler   | Brad Fittler   | Brad Fittler   |
| 1996  | Brad Fittler   | Brad Fittler   | Brad Fittler   |
| 1997  | Geoff Toovey   | Geoff Toovey   | Geoff Toovey   |
| 1998  | Laurie Daley   | Laurie Daley   | Laurie Daley   |
| 1999  | Brad Fittler   | Brad Fittler   | Laurie Daley   |
| 2000  | Brad Fittler   | Brad Fittler   | Brad Fittler   |
| 2001  | Brad Fittler   | Brad Fittler   | Brad Fittler   |
| 2002  | Andrew Johns   | Andrew Johns   | Andrew Johns   |
| 2003  | Andrew Johns   | Andrew Johns   | Andrew Johns   |
| 2004  | Danny Buderus  | Danny Buderus  | Danny Buderus  |
| 2005  | Danny Buderus  | Danny Buderus  | Danny Buderus  |
| 2006  | Danny Buderus  | Danny Buderus  | Danny Buderus  |
| 2007  | Danny Buderus  | Danny Buderus  | Danny Buderus  |
| 2008  | Danny Buderus  | Danny Buderus  | Danny Buderus  |
| 2009  | Kurt Gidley    | Kurt Gidley    | Kurt Gidley    |
| 2010  | Kurt Gidley    | Kurt Gidley    | Kurt Gidley    |
| 2011  | Paul Gallen    | Paul Gallen    | Paul Gallen    |
| 2012  | Paul Gallen    | Paul Gallen    | Paul Gallen    |
| 2013  | Paul Gallen    | Paul Gallen    | Robbie Farah   |
| 2014  | Paul Gallen    | Paul Gallen    | Paul Gallen    |
| 2015  | Robbie Farah   | Paul Gallen    | Paul Gallen    |
| 2016  | Paul Gallen    | Paul Gallen    | Paul Gallen    |
| 2017  | Boyd Cordner   | Boyd Cordner   | Boyd Cordner   |
| 2018  | Boyd Cordner   | Boyd Cordner   | Boyd Cordner   |
| 2019  | Boyd Cordner   | Boyd Cordner   | Boyd Cordner   |
| 2020  | Boyd Cordner   | James Tedesco  | James Tedesco  |
| 2021  | James Tedesco  | James Tedesco  | James Tedesco  |
| 2022  | James Tedesco  | James Tedesco  | James Tedesco  |